# Francisco Castañeda
Francisco Castañeda (Ciudad de Panamá, Panamá; 23 de noviembre de 1988) es un exfutbolista panameño. Hizo su debut en el año 2010 con el Deportivo Árabe Unido, en un partido correspondiente a la LPF durante el Clausura 2010. Su último equipo fue el San Francisco FC en el año 2019.

## Clubes

### Como jugador
| Club                   | País   | Año       |
| ---------------------- | ------ | --------- |
| CD Árabe Unido         | Panamá | 2010-2013 |
| Sporting San Miguelito | Panamá | 2014-2016 |
| Atlético Veraguense    | Panamá | 2016-2017 |
| San Francisco FC       | Panamá | 2017-2019 |

### Como asistente
| Club            | País   | Año         | Asistente de |
| --------------- | ------ | ----------- | ------------ |
| Panamá Sub-15   | Panamá | 2023        | Mario Méndez |
| CD Plaza Amador | Panamá | 2024 - Act. | Mario Méndez |

## Palmarés

### Como jugador

#### Títulos nacionales
| Título           | Club           | País   | Año    |
| ---------------- | -------------- | ------ | ------ |
| Primera División | CD Árabe Unido | Panamá | 2009-A |
| Primera División | CD Árabe Unido | Panamá | 2010-C |
| Primera División | CD Árabe Unido | Panamá | 2012-A |